# Lund
Lund városa, Skåne megyében, Svédországban található. A város része a svéd-dán Øresund régiónak is. Itt található az ország legnagyobb és leghíresebb egyeteme.

## Fekvése

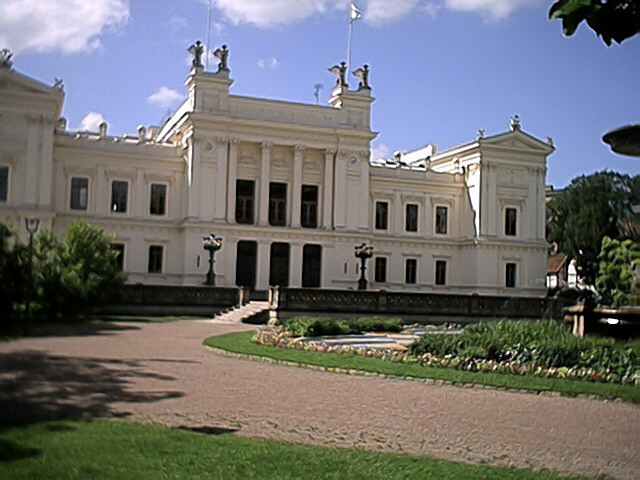
Az egyetem főépülete

Lund Svédország délnyugati részén, Skåne megyében található. 10 km-re keletre fekszik az Öresundtól, és 16 km-re Malmőtől.

## Történelme
A város alapításának pontos körülményei kérdésesek. Egészen a közelmúltig úgy tudták, hogy 1020 körül alapította II. (Nagy) Knut dán király, de a legújabb kutatások szerint már 990 körül lakott lehetett. 1060-ban már püspöki székhely, majd 1103-tól Skandinávia érsekének székhelye lett. Ekkor kezdték építeni a székesegyházat is. 1085-ben alapították a székesegyház iskoláját, amely a legrégebbi iskola Skandináviában (ma is működik).
Lund – Skåne többi részével együtt – az 1655–60-as északi háború első szakaszát 1658-ban lezáró roskildei békeszerződés értelmében Dániától a győztes Svédországhoz került. 1666-ban alapították a város egyetemét, amely 38 000 hallgatójával Svédország legnagyobb egyeteme. Az 1674–1679 között vívott újabb háborúban Dánia (Brandenburg szövetségében) megkísérelte visszaszerezni elvesztett dél-svédországi területeit, de ismét vereséget szenvedett. 1679. szeptember 26-án a városban írták alá a lundi békeszerződést, mely a háború előtti állapot helyreállítását írta elő.

## Ipar, közélet és kutatás
Lund közismert kutatóbázisairól, nemzetközi és helyi érdekeltségű vállalatairól. Több kutatóbázis és fejlesztővállalat jött létre vagy helyezte ide fejlesztőrészlegét az egyetem és a helyi technológia park, az IDEON közreműködésével. Ezek közé tartozik például a Sony Mobile, a Tetra Pak, az Alfa Laval, a Gambro és az ActiveBiotech. A technológiai park 1983-ban alapították, és jelenleg kb. 70 ezer négyzetméteren terül el.
2011. február 3-án egy szerződéskötésre került sor Párizsban ahol 15 európai ország hivatalosan is támogatását adta a Európai Neutronkutató Központ központ megépítésére Lund városában, köztük Magyarország is. A kutatóközpont előreláthatólag 2019-ben fog készen állni.
2010-ben megkezdődött a Maxlab IV kutatóbázis építése, mely szinkroton sugarakat használ az anyagok belső kutatására. Ugyan ebben az évben jött létre Ideon Life Science Village amely egy kb 80 ezer négyzetméteren elterülő gyógyszerészeti kutatóközpont. Ezeknek a lépéseknek köszönhetően Lund lett Európa legnagyobb kutatóbázisa egészségügyi, zöldenergetikai, telekommunikációs és informatikai témakörökben.
2014-ben kezdték el az Európai Neutronkutató Központ építését amely valószínűleg 2027-re lesz teljes egészében működőképes.

## Oktatás
A városban található az ország legnagyobb egyeteme, a Lundi Egyetem, mely kiemelten foglalkozik technikai, biológiai, kémiai, matematikai és gazdasági tantárgyak oktatásával. Az egyetemre mintegy 46 000 diák a jár világ kb. 150 országából. Az egyetem több elismert nemzetközi rangsorolási listán is benne szerepel a világ 100 legjobb egyetemében.
A városban négy nagy gimnázium található, melyek mind országelsők:
- Katedralskolan [ejtsd: Katedrálszkulán]

Elsősorban társadalomtudomány, természettudomány és esztétika oktatásával foglalkozik. Valamint híres az angol nyelvű oktatásáról. A gimnázium weboldala a katedralskolan.lund.se címen érhető el.
- Polhemskolan [ejtsd: Pulhemszkulán]

Kiemelkedő a technikai dolgok oktatásában, valamint a testnevelésben. Mindemellett lehetősége van az embernek tanulnia esztikát, fodrászatot, természettudományt, társadalomtudományt és kézművességet (csőszerelés, falépítés stb…). Továbbá lehetősége van az embernek külföldön tanulnia, néhány félévet a gimnáziumi évei alatt. A Polhemskolan a város legnagyobb gimnáziuma, 2006/2007-es tanévben 2000 diák járt ide. Az iskola a polhem.lund.se címen található.
- Spyken [ejtsd: Szpűken]

A Spyken elsősorban a kézműves munkák oktatásában jár igen elöl országos szinten. Természetesen emellett lehetőség van természettudomány, társadalomtudomány valamint esztétika tanulására. A gimnázium weboldala a www.spyken.lund.se címen található.
- Vipeholm

Elsősorban szakácsképzésben valamint segédorvosok (ápolók, gyógytornászok stb.) kiképzésében ért el igen jó helyet. A gimnázium weboldala a www.vipeholm.lund.se címen tekinthető meg.

## Turizmus

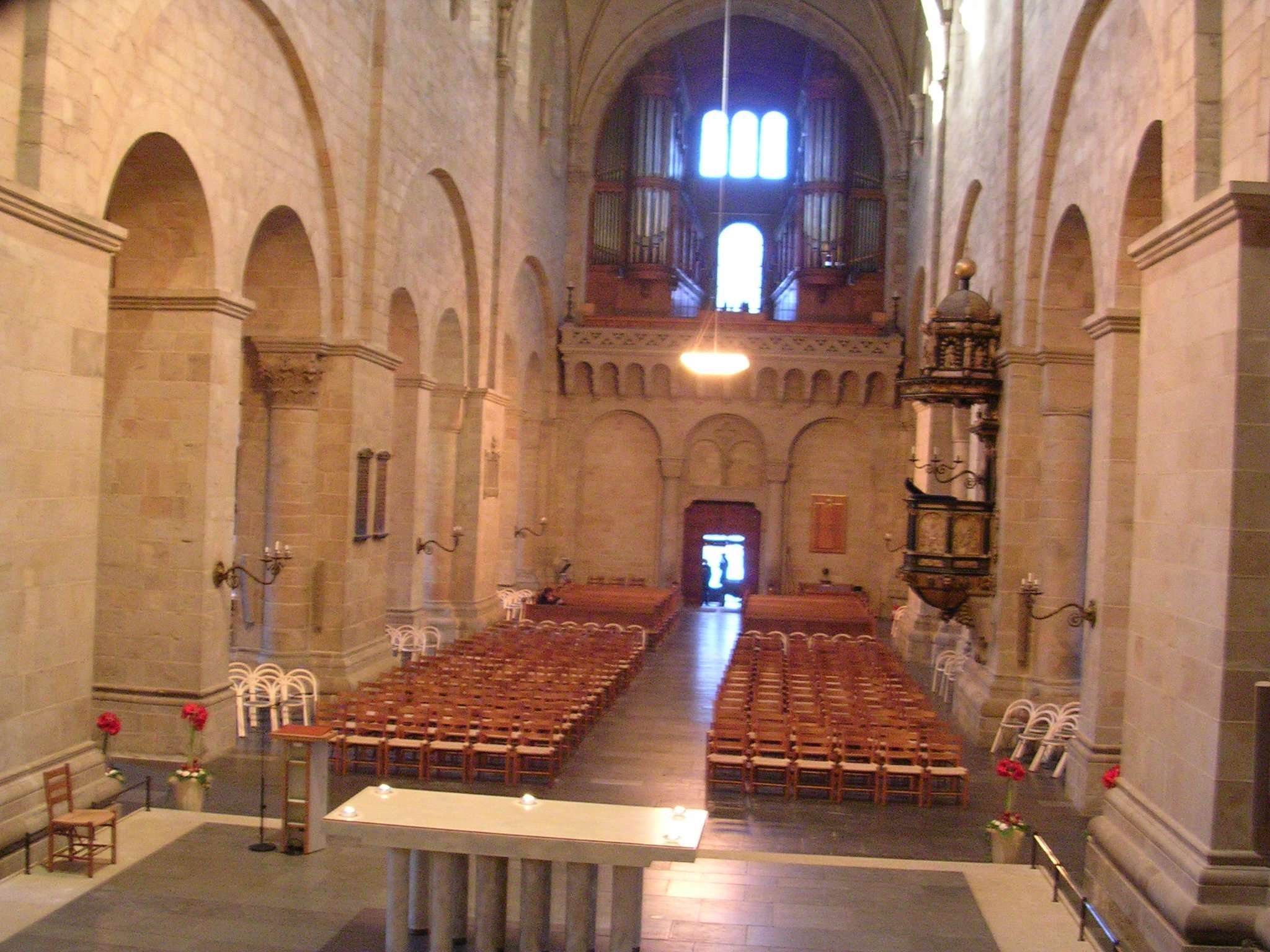
A székesegyház belülről

- Székesegyház: Lund legnagyobb látványossága a székesegyház, amelynek a legrégebbi részei a korai 12. századból származnak.
- Kulturen: érdemes betérni a Kulturenbe, ahol helytörténeti kiállítást tekinthetünk meg. A múzeumhoz tartozik egy kisebb skanzen is.
- Skissernas Museum: egy skandináv festőket és szobrászokat bemutató állandó kiállítás látható itt. Az ideiglenes kiállításokon általában az egyetemi diákok munkáit lehet megtekinteni.
- Lunds Konsthall: Lund főterén található modern művészeti múzeum, időszaki kiállításokkal.